# Democratische Liga van Kosovo
De Democratische Liga van Kosovo (Albanees: Lidhja Demokratike e Kosovës (LDK)) is een politieke partij in Kosovo.
Een van de oprichters van de partij was oud-president van Kosovo Ibrahim Rugova, die tijdens zijn ambt overleed op 21 januari 2006.
Bij de verkiezingen van 24 oktober 2004 won de partij 45,4% van de stemmen, waarmee het 47 van de 120 zetels innam. Zeven hiervan gingen later verloren door de afsplitsing in januari 2007 van Nexhat Daci en zijn nieuwe partij Democratische Liga van Dardania.
Bij de verkiezingen van 17 november 2007 behaalde de partij 22,6% van de stemmen, wat goed was voor 25 zetels. De voormalige president, Fatmir Sejdiu, is eveneens lid van de Democratische Liga van Kosovo.
Politieke partijen: Democratische Liga van Kosovo (LDK) · Democratische Liga van Dardania (LDD) · Democratische Partij van Kosovo (PDK) · Alliantie voor de Toekomst van Kosovo (AAK) · Hervormingspartij (ORA) · Alliantie voor een Nieuw Kosovo (AKR) · Zelfbeschikking (VV)

Overige artikelen: President van Kosovo · Premier van Kosovo